# Viborg Gråbrødre Landdistrikt
Viborg Gråbrødre Landdistrikt også kendt som Gråbrødre Sogn eller Loldrup Sogn i Nørlyng Herred var en sognekommune i Viborg Amt fra 1842 til 1970.
Kommunen var én af Danmarks mindste sogne og kommuner. Ved valgene var der ofte en valgdeltagelse på 100 procent i kommunen. Sognets lave antal vælgere gjorde, at valgresultatet nogle gange kunne offentliggøres i Middagsradioavisen – få timer efter, at valgstedet havde åbnet.    

## Beliggenhed
Sognet var en del af Viborg Nørremark. Mod øst grænsede det op til Loldrup Sø, mod nord var Løvel Sogn og Vorde Sogn naboer, mod vest grænsede sognet op til hovedvej A 13.

## Kirkelige forhold
Før Den sorte død hørte området muligvis under den nedlagte Navntoft Kirke ved landevejen til Løgstør. Senere hørte sognet til Viborg Gråbrødre Klosterkirke, men nu er området en del af Viborg Domsogn.

## Bebyggelser
Nørremarkens Forsamlingshus (Loldrup Forsamlingshus) ligger ved hovedvej A 13. Sognet har tidligere haft sin egen skole. Områdets bebyggelse hedder Loldrup.

## Kommunens nedlæggelse
I 1970 blev kommunen indlemmet i Viborg Kommune (1970-2006). Efter kommunesammenlægningen i 2007 hører området fortsat til i den udvidede Viborg Kommune. 